# Rada federace
Rada federace (rusky Совет Федерации) je horní komora Federálního shromáždění Ruské federace. Každý z 89 federálních subjektů vysílá do Rady dva členy. Rada se tedy skládá ze 178 členů (označovaných jako senátoři). Jednoho zástupce volí orgán zákonodárné moci subjektu (parlament) ze svých členů většinovým systémem, druhého jmenuje představitel moci výkonné (gubernátor). Ústava dává možnost prezidentu federace jmenovat až 30 senátorů. Až 7 z nich může být doživotních. Doživotní funkci senátora mohou vykonávat i bývalí federální prezidenti.
Členové komory nemají pevně dané funkční období, ale jejich pozice závisí na rozhodnutí a funkčním období orgánu který je do Rady vyslal. Původně byli senátoři zvoleni přímo, později se jimi stali ze své funkce přímo sami hlavy výkonné a zákonodárné moci daného federálního subjektu (prezidenti, gubernátoři, starostové, předsedové parlamentů). To bylo změněno od roku 2002, kdy byl zaveden současný systém, kdy je zástupce moci výkonné i zákonodárné jmenován resp. volen daným orgánem a není jím samotný představitel této moci.
Dle ústavy je členům Rady federace zaručena imunita proti zadržení, věznění a prohlídce. Zbaveni imunity mohou být jen na návrh generálního prokurátora po rozhodnutí příslušné komory. Imunitu ztratí také odvoláním z funkce. Členové horní komory formálně nezastupují politické strany.

## Pravomoci
Pravomoci Rady federace jsou oproti dolní komoře (Státní duma) mnohem skromnější, zejména v oblasti legislativy. Rada federace jako celek a její členové mají právo zákonodárné iniciativy. Návrhy zákonů se podávají Státní dumě.
Rada federace přijímá usnesení většinou hlasů z celkového počtu svých členů, kromě případů kdy ústava neurčuje jiný způsob přijetí. Pro schválení ústavních zákonů je nutno souhlasu tří čtvrtin všech členů. Dvou třetin hlasů všech členů je potřeba k přehlasování prezidentského veta nebo ke schválení odvolání prezidenta federace z funkce.
U běžných zákonů má Rada omezenou dobu po kterou se může zabývat návrhy schválenými Státní dumou. Pokud se jimi Rada rozhodne nezabývat jsou považovány po uplynutí dvoutýdenní prekluzní lhůty za schválené. Rozhodne-li se Rada Federace vetovat návrh Státní dumy a dohodovací jednání nepřinesou oboustranně přijatelný kompromis, může Duma Radu přehlasovat dvěma třetinami všech poslanců. Přehlasování Rady je možné i u zákona o samotném ustanovování Rady.
K pravomocím Rady patří i interpelace členů vlády a vedoucích činitelů federálních úřadů. Za účelem výkonu svých pravomocí si Rada zřizuje výbory a komise.
Radě federace určuje ústava nepřehlasovatelnou působnost v těchto oblastech:
1. schvalování ústavních zákonů a dohod o rozdělení kompetencí mezi federací a subjekty
2. schvalování federálních daní a rozpočtu
3. schválení změn hranic federace nebo hranic mezi subjekty Ruské federace
4. ratifikace mezinárodních smluv
5. schválení nařízení prezidenta o vyhlášení válečného stavu a mimořádného stavu
6. rozhodnutí o užití Ozbrojených sil Ruské federace za hranicemi území Ruské federace
7. vyhlášení voleb prezidenta Ruské federace
8. zproštění funkce prezidenta Ruské federace
9. na návrh prezidenta federace jmenování do funkce soudců Ústavního soudu, Nejvyššího soudu a Vrchního arbitrážního soudu Ruské federace
10. na návrh prezidenta federace jmenování do funkce generálního prokurátora Ruské federace (nebo souhlas s jeho odvoláním a rezignací)
11. jmenování a odvolání z funkce náměstka předsedy Účetní komory a poloviny jejích auditorů

U výše nepřehlasovatelných pravomocí Rady mohou následná dohodovací řízení (tzv. člunek) mezi oběma komorami trvat několik měsíců i let.

## Předsedové
Ze svých členů si Rada volí svého předsedu a místopředsedy, kteří nesmějí být ze stejného subjektu. Předseda Rady federace je třetím nejvýše postaveným ústavním činitelem po prezidentovi a předsedovi vlády. Předseda má také pravomoc jmenovat zmocněnce pro styk s dalšími ústavními orgány, např. s prezidentem.
- Vladimir Šumejko (1994–1996)
- Jegor Strojev (1996–2001)
- Sergej Mironov (2001 – 18. května 2011)
  - Alexandr Toršin (19. května – 21. září 2011) úřadující předseda
- Valentina Matvijenková (od 21. září 2011)